# Sere nere
«Sere nere» es una canción interpretada por el cantante italiano Tiziano Ferro. Fue lanzada en 2003 como el segundo sencillo de su álbum 111 ciento once. También se lanzó una versión en español titulada «Tardes negras». El video musical de la canción fue filmado en Trieste.

## Listas de popularidad

### «Sere nere»
| Lista (2003-2004)                 | Posición más alta |
| --------------------------------- | ----------------- |
| Listas musicales de Alemania      | 77                |
| Nederlandse Top 40 (Países Bajos) | 99                |
| Swiss Record Charts               | 32                |
| Ultratop 40 (Valonia)             | 4                 |

### «Tardes negras»
| Lista (2003-2004)          | Posición más alta |
| -------------------------- | ----------------- |
| Billboard Top Latin Songs  | 14                |
| Listas musicales de España | 8                 |